# Temes vármegye
Temes vármegye (németül Komitat Temes vagy Temesch) közigazgatási egység volt a Magyar Királyság délvidéki részében.
A vármegye területe jelenleg Szerbia északkeleti, illetve Románia nyugati részén helyezkedik el.

## Földrajza
Temes vármegye 1918-as alakjában jelentős észak–déli, és csekély kelet–nyugati kiterjedésű közigazgatási egység volt. 
Nagyobb részét az Alföld foglalta el, keleten hegységek előnyúlványai voltak megtalálhatóak. Temes vármegye síkságát számos folyóvíz vágta ketté, nagyobbak a Béga, a Karas, a Temes, és mocsarak is találhatók voltak itt.
A vármegyét északról Arad vármegye, keletről Krassó-Szörény vármegye, délről Szerbia, nyugatról pedig Torontál vármegye határolta.

## Története
A vármegyét Szent István király hozta létre az államalapítás és a királyi vármegyerendszer megszervezése idején Temesvár központtal. Dél-Magyarország legvirágzóbb vidéke volt a török hódítás előtt. Az Oszmán Birodalom a 16. században foglalta el, a török közigazgatásban a Temesvári vilajethez csatolták.
A 18. században a Bánság a Habsburg Birodalom fennhatósága alá került, ekkor a későbbi  vármegye a Temesi bánság katonai terület része lett. 1779-ben megszűnt, és a középkori határaitól lényegesen eltérő vármegyét visszasorolták a Magyar Királyság vármegye-rendszerébe, későbbi déli része 1873-ig a katonai határőrvidék része maradt.
1849–1860 a vármegye közvetlen bécsi irányítás alá került. 1876-ban került hozzá a korábban Krassó-Szörény vármegyei Fehértemplom és környéke, 1884-ben egy-egy falut cserélt Krassó-Szörénnyel: Kusics Temeshez, Daruvár Krassóhoz került, végül 1892-ben hozzácsatolták Székelykeve falut Torontáltól. Területe 1910-ben 7342 km², ebből 1920-ban Románia kapott 5552 km²-t, a többi a Szerb–Horvát–Szlovén Királyság igazgatásába került.

## Demográfia
1910-ben a vármegyének 500 835 lakosa volt, ebből:

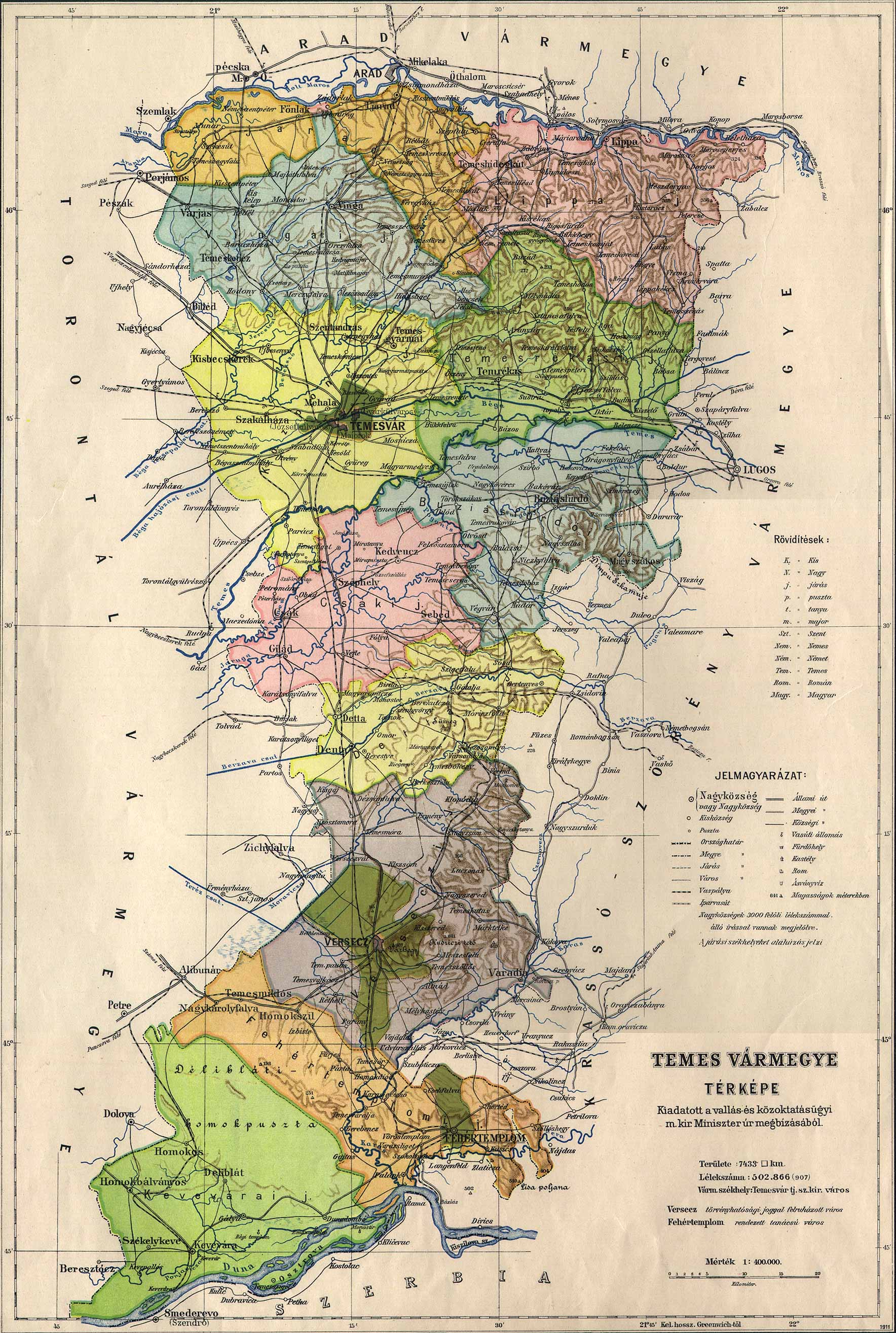
Temes megye közigazgatási térképe 1910-ből

- 169 030 (33%) román
- 165 883 (33%) német
- 79 960 (15%) magyar
- 69 905 (13%) szerb
- 3 080 (0,61%) szlovák

## Közigazgatás
Temes vármegye 1910-ben tizenegy járásra volt felosztva:
- Buziásfürdői járás, székhelye Buziásfürdő
- Csáki járás, székhelye Csák
- Dettai járás, székhelye Detta
- Fehértemplomi járás, székhelye Fehértemplom (rendezett tanácsú város)
- Kevevári járás, székhelye Kevevára
- Központi járás, székhelye Temesvár (törvényhatósági jogú város)
- Lippai járás, székhelye Lippa
- Temesrékási járás, székhelye Temesrékás
- Újaradi járás, székhelye Újarad
- Verseci járás, székhelye Versec (törvényhatósági jógú város)
- Vingai járás, székhelye Vinga